# Mattijs Manders
Mattijs Pieter Bernhard (Mattijs) Manders (Heeze, 10 december 1968) is Nederlands sportbestuurder.

## Biografie
Manders studeerde economie aan de Haagse Hogeschool / TH Rijswijk, Business Economics aan de Open Universiteit en hij deed een management cursus aan de University of Oxford.
Na een maatschappelijke carrière werd Manders algemeen directeur bij ADO Den Haag. Voor het eerst in 2011, waar hij na vijf maanden weer vertrok en terug het bedrijfsleven inging. Manders vervulde opnieuw deze functie, in eerste instantie op interim-basis, van 2016 tot 2019. Na ADO werd hij algemeen directeur van de Eredivisie CV, de belangenorganisatie van de eredivisieclubs.
Per 1 juni 2020 werd Manders aangesteld als algemeen directeur bij NAC Breda., waar hij met de nodige reuring per 11 augustus 2022 weer is vertrokken onder achterlating van een bestuurlijke chaos. Overigens liet hij de club achter met zwarte cijfers en werd promotie nipt gemist door te verliezen in de finale van NEC. Per 11 augustus

2023 is Manders aangesteld als algemeen directeur van ESTAC Troyes dat onderdeel is van de City Football Group..